# 信義街咾咕石黃宅
信義街咾咕石黃宅是一座位於臺灣臺南市中西區的建築，該宅邸為黃氏家族所建之宅邸，今作為展覽空間基地開放參觀。

## 沿革
黃宅原位於五條港新港墘中街。根據地方耆老口述與文史調查，宅邸中的幾座花崗石花架，可能來自武舉人胡澄淵舊居。1926年，來自屏東林邊的黃孫快與其家族在此落腳，購地興建宅第。從歷史地圖與地籍資料可知，黃孫快購地建宅之前，原址上已有兩棟狹長二進式街屋與三合院。黃孫快於此進行大規模改建，除保留左右兩側街屋形式，並規劃為商店使用；中央則興建一座四合院作為家族主要起居空間。戰後時期，宅第周遭區域對街設有新復興紡織廠。
進入21世紀後，隨著黃氏後代搬離，黃宅逐漸荒廢。後由義昌文教基金會董事長許志鋒購得啟動修復工程。該修復工程由原型建築有限公司執行，採「原型建築」與「原型結構」理念進行改造，在保留既有建築架構的前提下，透過最低限度的干預進行補強。整修後，黃宅於2025年6月重新對外開放，開幕首展由國立成功大學建築系進駐策劃。

## 建築設計
黃宅融合傳統四合院與洋樓構造，其結構為正身為鋼筋混凝土加強磚造，立面造型採用西式建築裝飾元素。建築配置上，一樓為客廳，二樓設有公媽廳及多間臥室，屋後則設有八角形水池，並有小巷通往86巷。

## 另見
- 兌悅門
- 北勢街